# Charvatce (okres Mladá Boleslav)
Obec Charvatce se nachází v okrese Mladá Boleslav, kraj Středočeský. Rozkládá se asi čtrnáct kilometrů jihovýchodně od Mladé Boleslavi. Žije zde 377 obyvatel.

## Historie
První písemná zmínka o obci pochází z roku 1382.

### Územněsprávní začlenění
Dějiny územněsprávního začleňování zahrnují období od roku 1850 do současnosti. V chronologickém přehledu je uvedena územně administrativní příslušnost obce v roce, kdy ke změně došlo:
- 1850 země česká, kraj Jičín, politický i soudní okres Mladá Boleslav[4]
- 1855 země česká, kraj Mladá Boleslav, soudní okres Mladá Boleslav[4]
- 1868 země česká, politický i soudní okres Mladá Boleslav[4]
- 1939 země česká, Oberlandrat Jičín, politický i soudní okres Mladá Boleslav[5]
- 1942 země česká, Oberlandrat Praha, politický i soudní okres Mladá Boleslav[6]
- 1945 země česká, správní i soudní okres Mladá Boleslav[7]
- 1949 Pražský kraj, okres Mladá Boleslav[8]
- 1960 Středočeský kraj, okres Mladá Boleslav[9]

### Rok 1932
Ve vsi Charvatce s 600 obyvateli v roce 1932 byly evidovány tyto živnosti a obchody: 2 hostince, chov ryb, 2 kováři, 2 obuvníci, 2 obchody se smíšeným zbožím, spořitelní a záložní spolek, 2 trafiky, velkostatek.

## Doprava
Silniční doprava
Obcí prochází silnice II/275 Bezno - Brodce - Charvatce - Křinec - Dymokury.
Železniční doprava
Železniční trať ani stanice na území obce nejsou. Nejblíže obci je železniční stanice Luštěnice ve vzdálenosti 4 km ležící na trati 071 z Nymburka do Mladé Boleslavi.
Autobusová doprava
V obci zastavovaly v pracovních dnech května 2011 příměstské autobusové linky Mladá Boleslav-Semčice-Mcely (8 spojů tam, 6 spojů zpět) (dopravce TRANSCENTRUM bus, s.r.o.) a Loučeň-Mladá Boleslav (7 spojů tam i zpět) (dopravce Okresní autobusová doprava Kolín, s.r.o.).

## Další fotografie

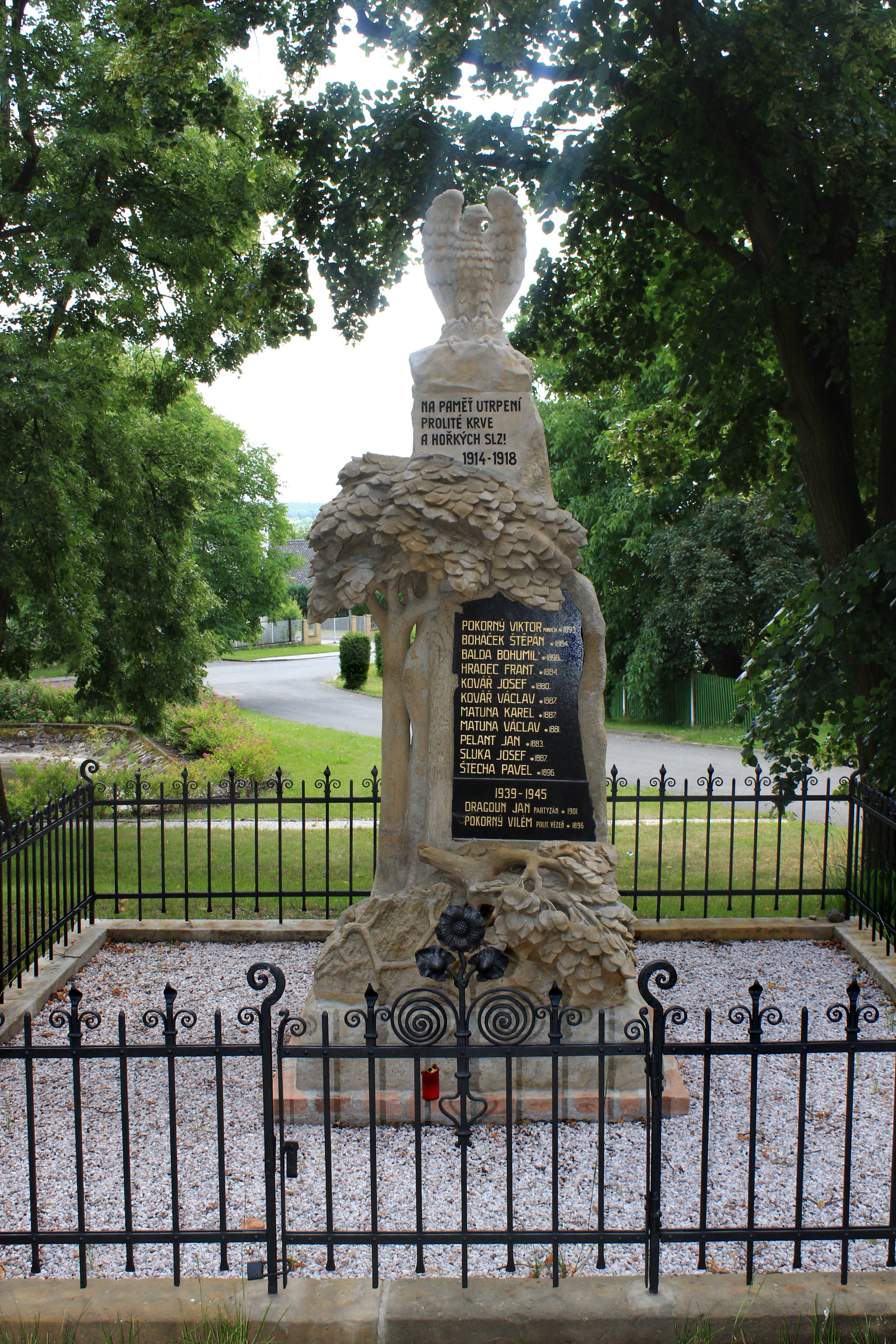
Pomník padlým
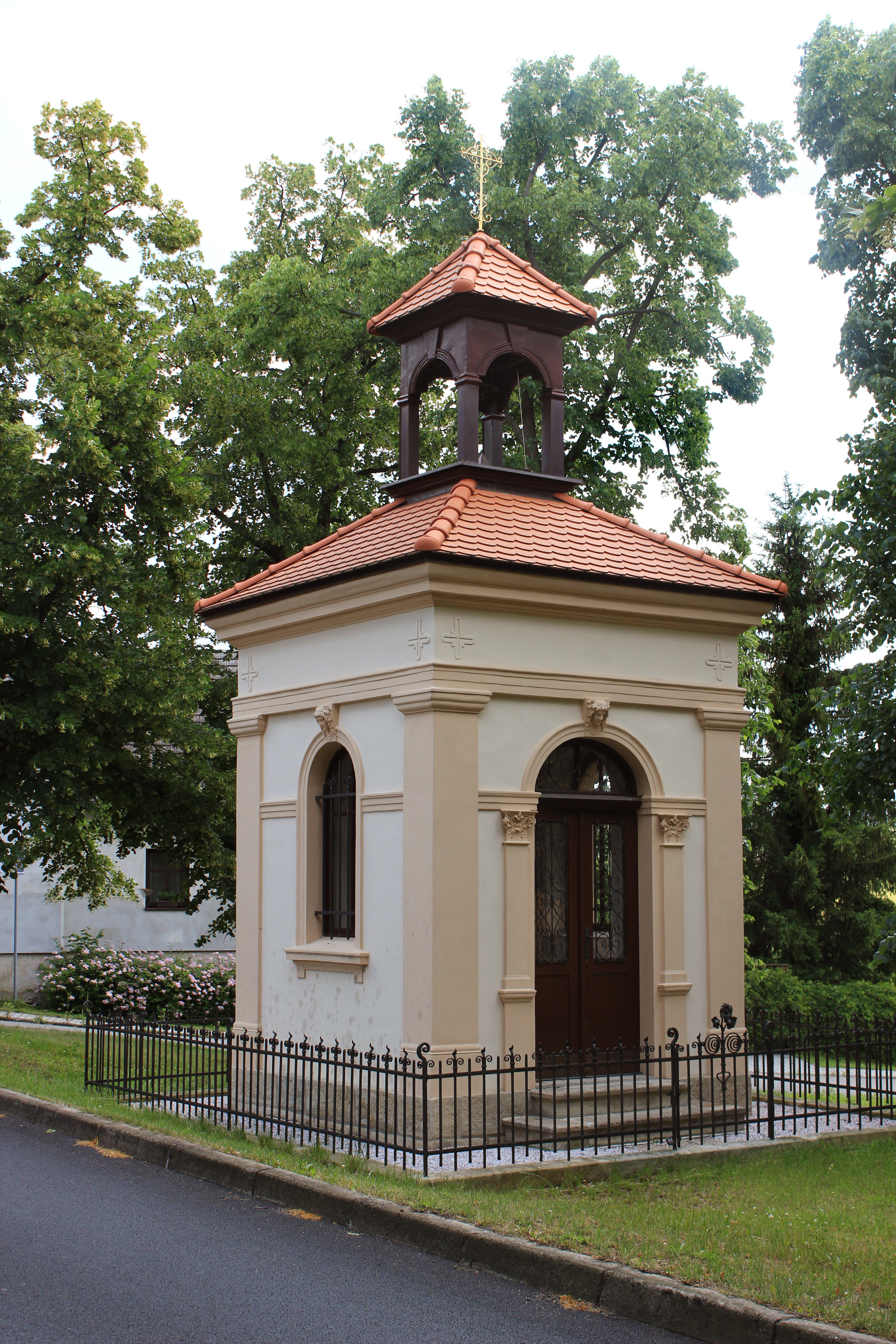
Kaple na návsi
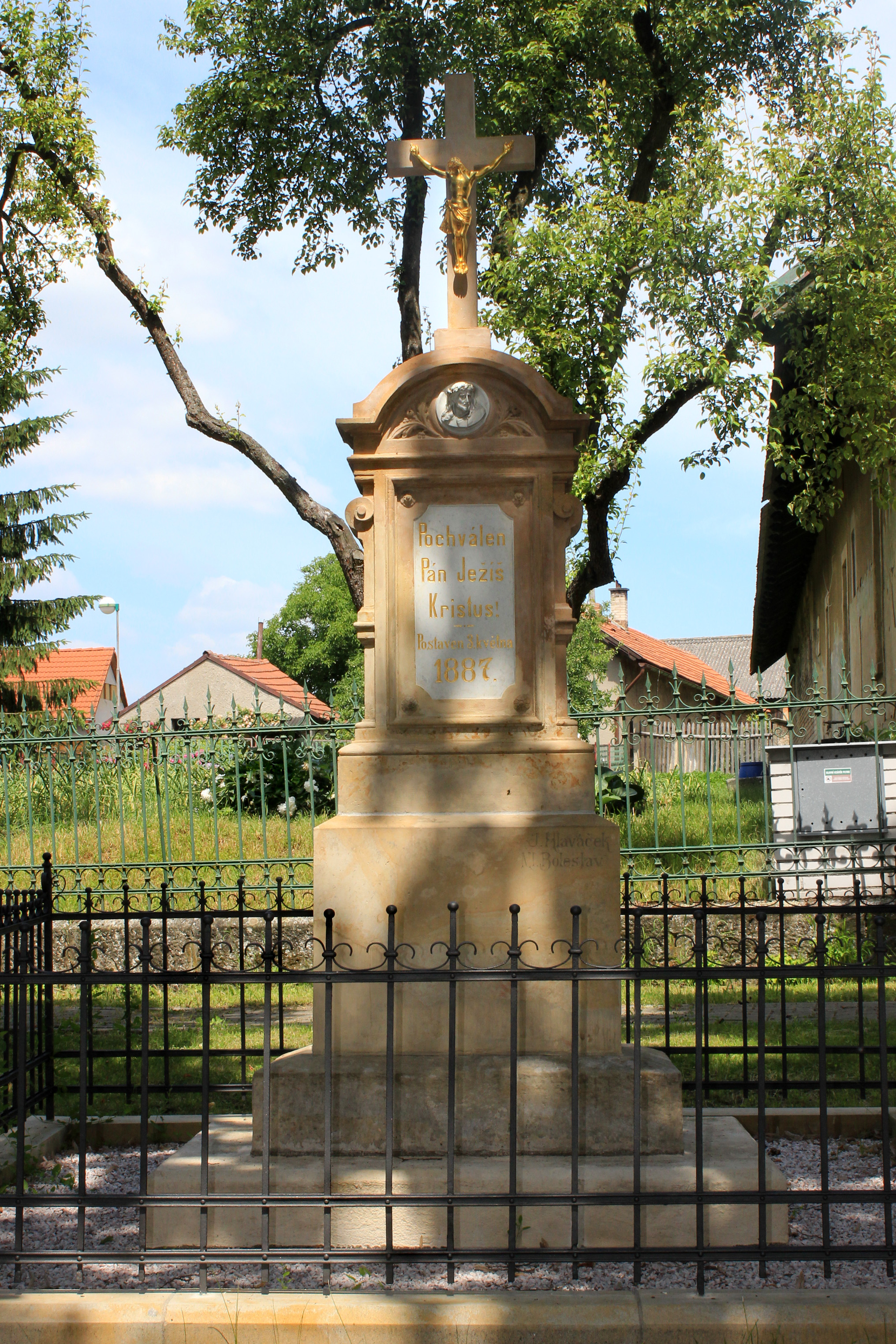
Křížek u hlavní silnice
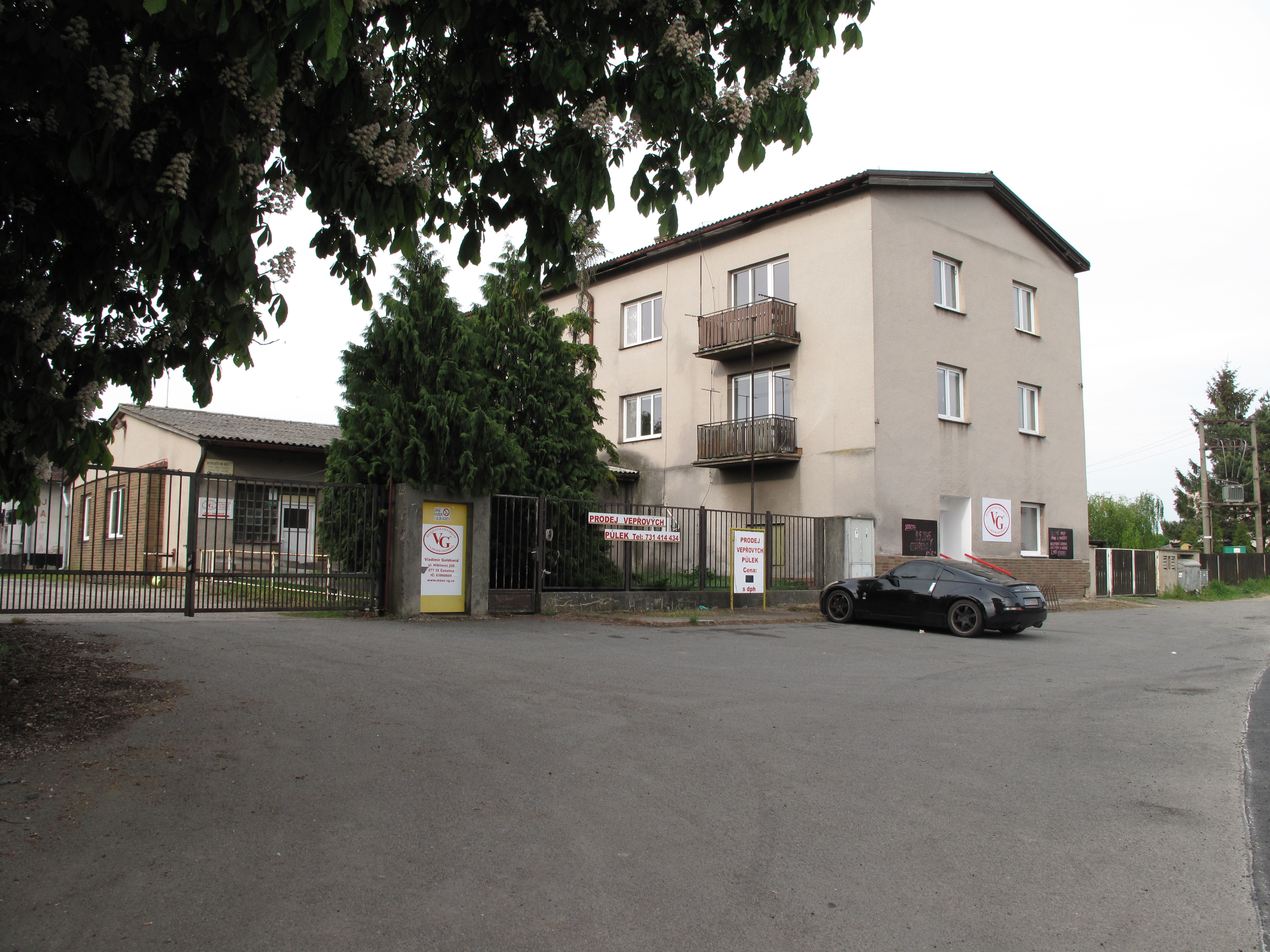
Řeznictví